# Leena Nair
Leena Nair (née Menon, née en 1969) est une dirigeante d'entreprise anglo-indienne, PDG de Chanel depuis janvier 2022.

## Biographie

### Enfance et formation
Leena Nair est née le 11 juin 1969 à Kolhapur, Maharashtra dans une famille hindoue. Elle étudie au lycée Holy Cross Convent de Kohlapur et au New College de Kolhapur. Après avoir obtenu son baccalauréat en ingénierie en électronique et télécommunications (E&TC) au Walchand College of Engineering, Sangli (Maharashtra), elle obtient son diplôme de la XLRI – Xavier School of Management avec une médaille d'or (1990-1992). En plus de travailler à Jamshedpur, elle travaille aussi dans trois usines différentes à Calcutta, Ambattur, Tamil Nadu et Taloja, Maharashtra.

## Carrière
Elle est cadre dirigeante d'Unilever et membre du leadership exécutif d'Unilever,. Leena Nair rejoint d'abord Unilever en tant que stagiaire d'été, puis passe stagiaire en gestion chez Hindustan Unilever en 1992. Entre 1992 et 2007, elle occupe divers postes dans les usines, les ventes et le siège social d'Hindustan Unilever. En 2007, elle devient directrice des ressources humaines d'Hindustan Unilever Limited. Leena Nair est responsable du capital humain d'Unilever, qui opère dans plusieurs environnements réglementaires et de travail répartis dans 190 pays. Sous sa direction, Unilever est nommé premier employeur de choix pour les diplômés FMCG dans 54 pays.
Leena Nair devient en 2022 la directrice générale de Chanel,. Recrutée par Alain Wertheimer, elle est nommée directrice générale en décembre 2021 et elle commence à assumer ces fonctions en janvier 2022. Au cours de sa première année, elle visite plus de 100 points de vente de l'entreprise ainsi que des sites de fabrication et des bureaux régionaux, et se familiarise avec les principaux leaders de la mode, dont la directrice créative de Chanel, Virginie Viard.
Leena Nair est un défenseur de lieux de travail centrés sur l’humain et d’un leadership empreint de compassion,.
Leena Nair compte parmi ses mentors Indra Nooyi, ancienne PDG de PepsiCo et Nigel Higgins, président de la banque Barclays.

### Autres fonctions
- Membre non exécutif du conseil d'administration – BT plc[15]
- Membre du conseil d'administration du Trust - Leverhulme Trust[16]
- Membre du comité directeur – L'avenir de l'éducation, du genre et du travail, WEF (2017-présent)
- Membre du Conseil de direction – Centre international de recherche sur les femmes (2019 – présent)[17]
- NED sur le ministère britannique de la Stratégie commerciale, énergétique et industrielle (BEIS) (2018-2020)[18]

## Distinctions
- Liste Forbes des meilleures femmes autodidactes en Inde (alias W-Power) (2022)[19]
- Modèle de l'année, The Great British Businesswoman's Awards (2021)[20]
- Liste des femmes les plus influentes de Fortune India[21] (2021)
- Indienne mondiale de l'année – Prime Women Leadership Awards de l'Economic Times (2020)
- Meilleure voix LinkedIn (2018-2020)[22] ,[23]
- Liste Thinkers50 – Penseurs qui façonneront l’avenir des entreprises (2019)[24]
- Liste des 10 meilleures championnes des femmes d'affaires de FT HERoes par le Financial Times (2017-2019)[25]
- Reconnue par la reine Elizabeth II comme l'un des chefs d'entreprise indiens accomplis au Royaume-Uni (2017)

## Vie privée
Leena Nair est la fille de K. Karthikeyan et la cousine des industriels Vijay Menon et Sachin Menon, originaires de l'État du Kerala. Elle est mariée à Kumar Leena Nair, un entrepreneur en services financiers. Ils ont deux fils.